# Zographus scabricollis
Zographus scabricollis là một loài bọ cánh cứng trong họ Cerambycidae.